# Ättekulla naturreservat
Ättekulla naturreservat är ett naturreservat i Helsingborgs kommun i Skåne län. Området är naturskyddat sedan 2010 och är 59 hektar stort. Det består av skog och öppna ängs- och hagmarker.
Området är en del av landborgen och sluttar omkring 30 meter mot söder. Skogen är en blandskog av ek och bok med inslag av al, björk, lönn och tall. Längst mot väster finns en sumpskog med al och en mindre sjö i det som en gång var en lertäkt. Berggrunden utgörs av sedimentära bergarter, ler- och sandsten. Den norra delen av reservatet var tidigare betesmark för byarna Köpinge och Raus, och kallades då ’’Helsingborgs fälad’’, medan den södra delen var äng och åker.
I skogsbotten växer vitsippor, ekorrbär och liljekonvalj, på ängen bland annat gullviva och i sumpområdet orkidén skogsknipprot. Ängen betas av får och ett 30-tal fågelarter häckar inom området. Skåneleden och Landborgspromenaden går genom delar av reservatet.
Ättekulla är rikt på fornlämningar och det finns flera synliga gravhögar från brons- och järnåldern inom området.

## Bilder

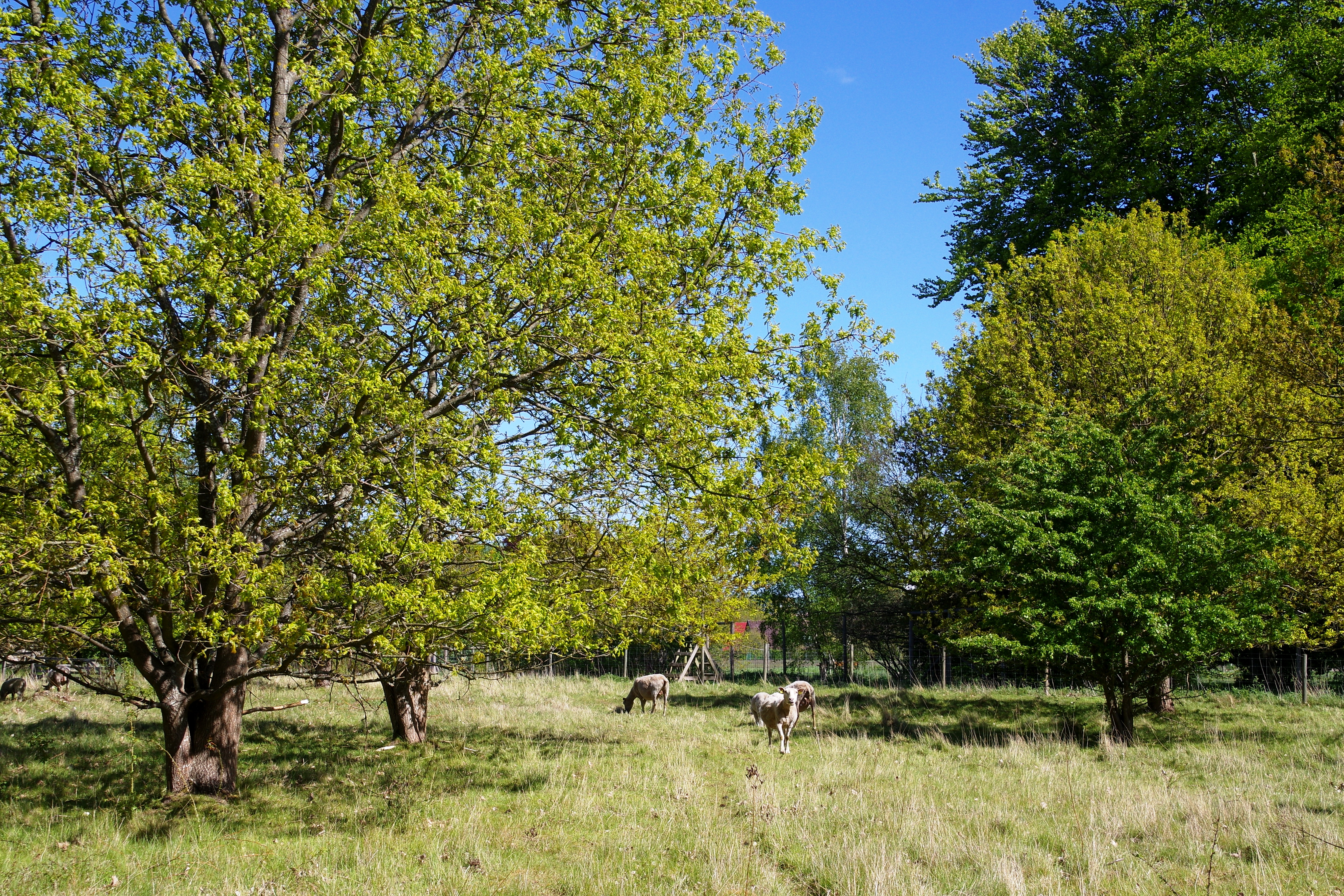
Får som betar på ängen.
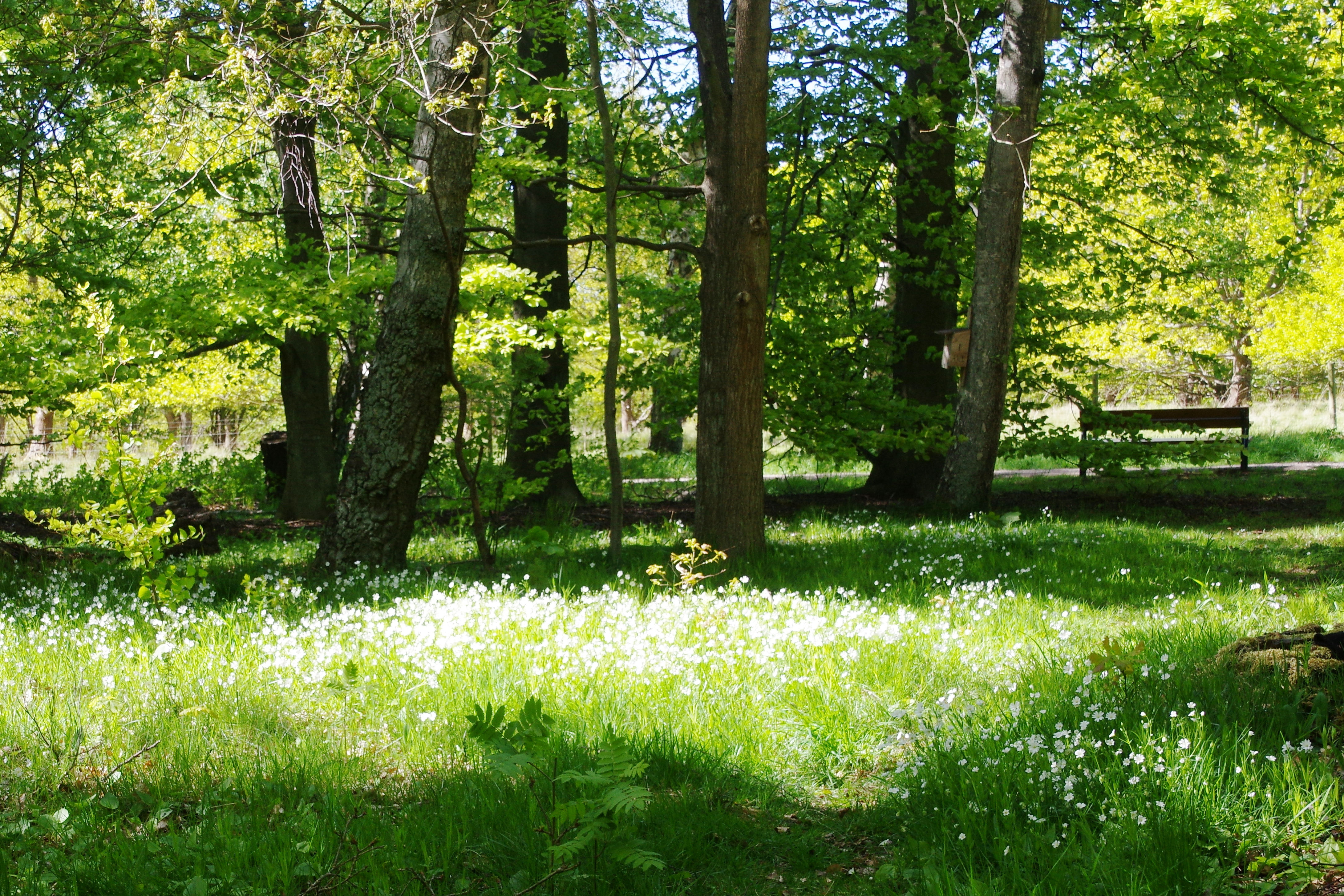
Skogsbotten, maj 2020.
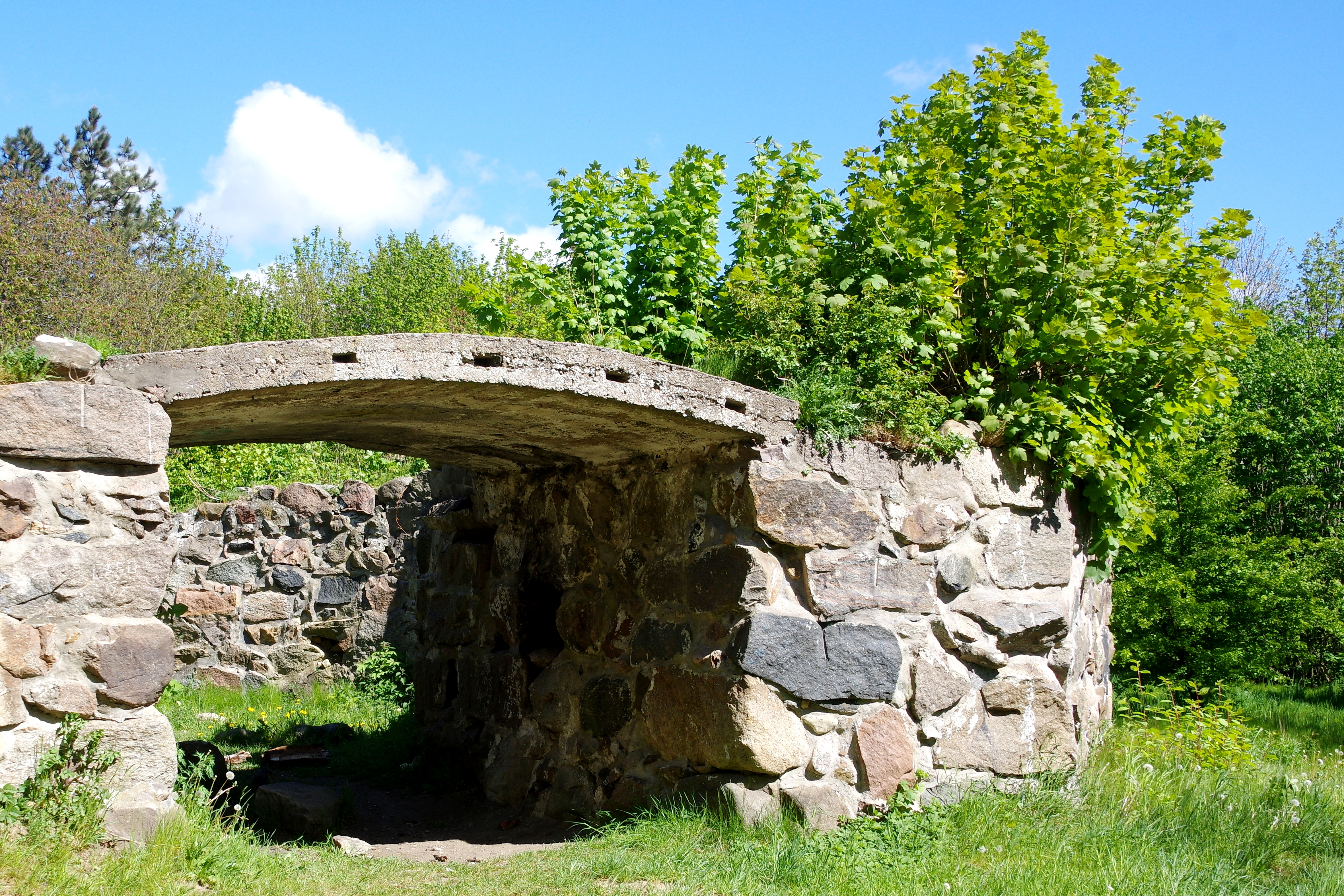
Rester av en gammal väderkvarn.